# Manden på taget
Manden på taget er en svensk nordic noir-film fra 1976 instrueret af den svenske filminstruktør Bo Widerberg. I hovedrollerne ses Carl-Gustaf Lindstedt, Sven Wolter, Thomas Hellberg og Håkan Serner. Filmen er baseret på bogen Den vedervärdige mannen från Säffle af krimiforfatterne Maj Sjöwallog Per Wahlöö.
Politibetjenten Stig Nyman bliver en nat brutalt myrdet på et sygehus, hvor han var indlagt som patient. Politikommissær Martin Beck og hans kollegaer får til opgave at finde morderen. Gennem en række forhør kommer det frem, at den afdøde Nyman ikke var en vellidt politibetjent. Nyman havde foretaget sig en række uacceptable handlinger gennem sin karriere, hvilket blev dækket af hans politikollegaer. Imens Beck og hans kollegaer udforsker disse afsløringer, begynder Beck at fatte mistanke til Åke Eriksson, hvis kone døde under Nymans varetægt. Af denne årsag nærer Erikson et had til alle politibetjente. Eriksson skjuler sig efterfølgende på et højhustag i det indre Stockholm, hvorfra han skyder efter politiet.

## Handling
Politikommissær Stig Nyman findes brutalt myrdet på Sabbatberg sygehus i Stockholm, hvor han var indlagt som patient. Han er blevet slået ihjel med en bajonet. Kriminalbetjent Einar Røn (Håkan Serner) indfinder sig som én af de første på gerningsscenen. Han tager kontakt til sin kollega, kriminalkommissær Martin Beck (Carl-Gustaf Lindstedt), hvorefter de sammen påbegynder efterforskningen. Samme nat besøger Røn og Beck Nymans hustru og søn, og de meddeler, at Nyman er blevet myrdet. Martin Beck besøger efterfølgende Nymans tidligere arbejdsplads, politiet i Klarekvartererne. Her fortæller en kollega, at Nyman var en ubehagelig person, og at de øvrige politibetjente enten frygtede ham eller gjorde grin med ham.
Om morgenen slutter kriminalbetjent Lennart Kollberg (Sven Wolter) sig til Beck og Røn. Sammen begynder de at få afklaret, hvem Nyman var som person og som politibetjent. Kollberg afslører, at han havde Nyman som officer i sine militærtid, hvor Nyman blev kaldt for den ”den modbydelige mand fra Säffle”. Denne kommentar bekræftes i efterfølgende forhør. Stig Nyman var en dårlig og usympatisk politibetjent, som igennem en årrække fik en række fjender. Beck, Røn og Kollberg mistænker, at mordet skyldes et hævnmotiv. Ligeledes, diskuterer Beck, Røn og Kolberg, hvordan Nyman har sluppet fri for de mange anklager mod ham. Martin Beck besøger efterfølgende Nymans højre hånd, politibetjenten Harald Hult (Carl-Axel Heiknert), i hans lejlighed.
Efterforskningen får en afgørende drejning, da Fredrik Melander (Folke Hjort) fortæller om en ti år gammel sag, hvor en kvinde, Marja Eriksson, blev fejlagtigt placeret i en afrusningscelle. Denne handling kostede hende livet, da hun som diabetiker ikke havde fået sin medicin med sig, og politiet ikke troede på hende. Nyman var ansvarlig for hændelsen, men da politibetjentene skød skylden på hinanden, endte sagen med en advarsel. Nyman slap for anklager.
På grund af tabet ændrede Marjas mand, politibetjenten Åke Eriksson (Ingvar Hirdwall), personlighed og anklagede Nyman, uden at det fik nogen følger. Eriksson blev efterfølgende meget snæversynet, og det førte til flere advarsler. På baggrund af dette, opsøger Beck og Røn Erikssons forældre (Bellan Roos og Gus Dahlström), der lever i kommunedelen Segeltorp. Forældrene fortæller om sønnens svære tid efter sin hustrus død, og hvordan Eriksson efterfølgende mistede forældremyndigheden over datteren, Milan, som blev sendt i børnepleje. I den forbindelse havde børneplejenævnet taget kontakt til Erikssons chefer, herunder Stig Nyman, som var hans chef inden for politiet. Ifølge Eriksonns far, var Åke Eriksson politikorpsets bedste skytte.
Imens samtalen med Erikssons forældre finder sted, bevæger en mand sig bevæbnet med et skydevåben op på et tag (Dalagatan 34) i det centrale Stockholm. Det viser sig, at manden på taget er Åke Eriksson. Samtidigt finder Beck og Røn en krydsogtværs på Åke Erikssons barndomsværelse, hvor Nyman, Becks og andre politibetjentes navne står skrevet efterfulgt med tegnet kors.
Kort tid efter kører en politivogn med to politibetjente ved Eastmaninstituttet, hvor de stopper for at kontrollere en ulovlig parkeret Volkswagen Beetle, som er Åke Erikssons bil. Én af politibetjentene vælger at undersøge bilen men bliver skudt af Eriksson fra taget. Den anden politibetjent bliver ligeledes skudt. Samtidigt ankommer Kollberg og Gunvald Larsson (Thomas Hellberg), der også bliver beskudt af Eriksson. Kollberg og Larsson søger tilflugt i instituttet, imens Eriksson skyder efter dem. Kollberg og Larsson slår alarm i instituttet, og det resulterer i at Stockholms centrum bliver spærret af, og en folkeforsamling dannes på torvet Odenplan i Stockholms centrum.
Politiinspektøren Sti Åke Malm (Torgny Anderberg) anmoder om, at Eriksson skal overgive sig. I stedet skyder Eiksson endnu en politimand. Politiets specialstyrker bliver sat ind men formår ikke at fange Eriksson og lider deraf store tab. Én af ofrene er en politimand, som blev firet ned fra en helikopter. En anden helikopter bliver beskudt af Eriksson og styrter ned på Odenplanen. Malm overvejer at tilkalde militæret efter de mislykkede forsøg. Senere skyder Eriksson en forklædt Martin Beck, som prøver at komme op på taget. Beck dør ikke af skuddet, da Kollberg formår at fire Beck ned ved hjælp af et reb. Larsson beslutter sig for at overrumple Eriksson og spørger efter en frivillig, der kan hjælpe til. En byggearbejder, som bor i huset, melder sig. I slutscenen lykkedes det byggearbejderen at såre Eriksson med et skud. Derefter bliver Eriksson slået bevidstløs.

## Medvirkende
- Carl-Gustaf Lindstedt som Martin Beck
- Gunnel Wadner som Fru Beck
- Sven Wollter som Lennart Kolberg
- Eva Remaeus som Fru Kolberg
- Thomas Hellberg som kriminalbetjent Gunvald Larsson
- Håkan Serner som kriminalbetjent Einar Røn
- Ingvar Hirdwall som manden på taget Åke Eriksson
- Gus Dahlström som Hr. Eriksson
- Bellan Roos som Fru Eriksson
- Harald Hamrell som Stefan Nyman
- Birgitta Valberg som Fru Nyman
- Carl-Axel Heiknert som Harald Hult
- Torgny Anderberg som politiinspektør Malm
- Folke Hjort som Melander